# Verfassung des Staates Japan

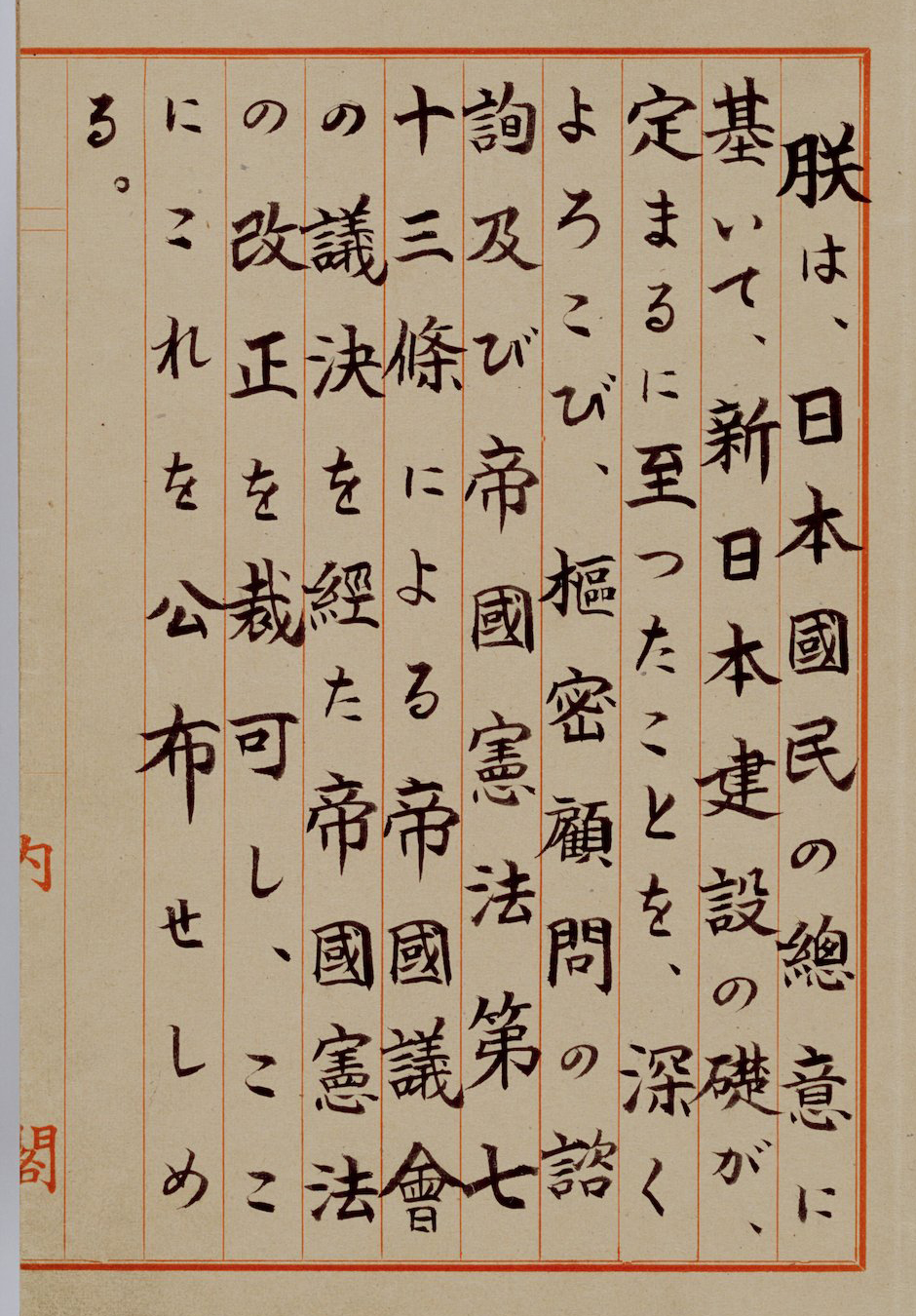
"Worte des Kaisers" in der Präambel

Die Verfassung des Staates Japan (jap. 日本国憲法 Nihon-koku kempō) basiert auf einem Entwurf der alliierten Besatzungsregierung, der allerdings in großem Umfang auch auf japanische Vorschläge zurückgriff. Sie wurde am 3. November 1946 vom ersten nach dem Krieg gewählten Unterhaus, dem Herrenhaus und von Kaiser Hirohito verabschiedet, trat am 3. Mai 1947 in Kraft und ist bis heute unverändert gültig.

## Vorgeschichte
Die erste moderne japanische Verfassung war die während der Meiji-Restauration ausgearbeitete Meiji-Verfassung aus dem Jahr 1889, die nach preußischem Vorbild entworfen wurde. Während der Gültigkeit dieser Verfassung machte die japanische Politik mehrere Phasen durch. Waren am Anfang der Tennō Meiji und eine Reihe von elder statesmen (Genrō) die entscheidenden Figuren, nahm nach einer kurzen Phase der Parteiendemokratie in der Taishō-Zeit das Militär die politischen Zügel in die Hand und führte Japan in den Zweiten Chinesisch-Japanischen Krieg und den Pazifikkrieg.

## Ausarbeitung
Nachdem der japanische Imperialismus mit der Kapitulation Japans am 15. August 1945 geschlagen war, wurde Japan von den Alliierten besetzt. Ziel der Besatzer unter General Douglas MacArthur war, die japanische Gesellschaft von Grund auf zu reformieren, um Japan von weiteren militärischen Aggressionen abzuhalten. Teil dieser Bemühungen war auch die Ausarbeitung einer neuen Verfassung. Eine nicht-offizielle Regierungskommission unter dem Vorsitz von Matsumoto Jōji legte einen konservativen, an der Meiji-Verfassung orientierten Verfassungsentwurf vor, der der Besatzungsmacht jedoch nicht weit genug ging.
Daraufhin ließ MacArthur seine eigenen Leute innerhalb einer Woche eine Verfassung entwerfen, die allerdings in weiten Teilen auf einem japanischen Entwurf basierte, den das GHQ/SCAP bereits im Dezember 1945 vollständig ins Englische übersetzt hatte. Auf Grundlage dieses sog. MacArthur-Entwurfes erarbeitet die verfassunggebende Kommission einen neuen Entwurf, der von den Besatzungsbehörden genehmigt wurde. Die japanische Nachkriegsverfassung wurde am 3. November 1946 vom neu gewählten Unterhaus, dem Herrenhaus und vom Tennō verabschiedet und trat am 3. Mai 1947 in Kraft. 
Der 3. Mai ist daher als „Tag der Verfassung“ ein Feiertag und Teil der sogenannten Goldenen Woche.
Die neue Verfassung wurde formal als Änderung der bisherigen Verfassung verabschiedet und erfüllt die dort für eine Verfassungsänderung aufgestellten Voraussetzungen. Inhaltlich unterscheidet sie sich aber so radikal von den bisherigen Grundprinzipien, dass in der japanischen Rechtswissenschaft der Geltungsgrund für die neue Verfassung in einer Revolution gesehen wird, der Kapitulation Japans (hachigatsu kakumeisetsu).
Neu in der Verfassung war unter anderem die komplette rechtliche Gleichstellung zwischen Frau und Mann. Artikel 14 und 24 waren vor allem der gebürtigen Wienerin Beate Sirota zu verdanken. Das Frauenwahlrecht war erst 1945 eingeführt worden.

## Staatsmodell
Nach Präambel und Artikel 1 der neuen Verfassung ist der Souverän das Volk. Es verpflichtet sich zu den Idealen des Friedens und der demokratischen Ordnung. Weiterhin wird die Unverletzlichkeit der Menschenrechte betont.
Staatsoberhaupt nach der neuen Verfassung sollte nach Willen MacArthurs weiterhin der Tennō sein, der bereits bei der Kapitulation seiner Göttlichkeit abgeschworen hatte. Er sollte nur noch ein repräsentatives Staatsoberhaupt nach dem Modell der europäischen parlamentarischen Monarchien sein und wird in Artikel 1 als Symbol des Staates und der Einheit des Volkes hervorgehoben. Da der Tennō nicht explizit als Staatsoberhaupt festgeschrieben ist und keine eigenständigen Befugnisse ohne Zustimmung des Kabinetts hat, waren japanische Rechtsgelehrte und Politiker uneinig über seine tatsächliche Rolle. In der japanischen Öffentlichkeit war die Verfassungswirklichkeit des Tennō als „Symbol“, wonach er viele zeremonielle Aufgaben eines Staatsoberhauptes wahrnimmt, ohne in die Politik des Staates einzugreifen, bald nach dem Krieg weitgehend akzeptiert.
Änderungswünsche von japanischer Seite wurden teilweise in den Verfassungsentwurf mit eingearbeitet, diese betrafen vor allem das Familienrecht. Das Ie-System, seit der Meiji-Zeit Basis des Familienrechts, sollte in die neue Zeit hinübergerettet werden. Artikel 24 der Verfassung verlangt aber, dass das Familienrecht auf der Grundlage der Gleichberechtigung zwischen Mann und Frau zu regeln ist.
Ein bis heute strittiger Punkt der Verfassung ist der Artikel 9. In diesem Artikel verzichtet der japanische Staat auf sonst allen souveränen Staaten zustehende Mittel, nämlich den Unterhalt einer Armee, die Androhung militärischer Gewalt und die Kriegführung. Eine vergleichbare Klausel findet sich weltweit nur in Artikel 12 der Verfassung von Costa Rica.  
Artikel 9 gesteht dem japanischen Staat jedoch das Recht auf Selbstverteidigung zu. In Auslegung dieser Klausel wird die japanische Armee seit ihrer Neugründung als Selbstverteidigungsstreitkräfte bezeichnet. Der Artikel 9 ist japanischen Politikern des rechten Flügels ein Dorn im Auge und ihr Ziel ist, ihn abzuändern oder gar aufzuheben.

## Verfassungsorgane
Auch in der politischen Struktur gab es Änderungen. Das frühere Herrenhaus, dem nur Mitglieder des Kazoku (Adel) angehörten, wurde in der Verfassung von 1947 durch das gewählte Oberhaus ersetzt, das dem Unterhaus klar untergeordnet ist. Bereits 1946 wurde das Frauenwahlrecht eingeführt.
Die Exekutive liegt beim Premierminister und dem Kabinett, das dem Parlament (Unter- und Oberhaus) verantwortlich ist. Die Verfassung verlangt ausdrücklich, dass alle Mitglieder des Kabinetts Zivilisten sind.
Der Tennō ist nach dem ersten Abschnitt der Verfassung ohne jede politische Macht; alle seine in der Verfassung abschließend aufgezählten Kompetenzen kann er nur auf der Grundlage einer Entscheidung des Kabinetts ausüben.
Die rechtsprechende Gewalt liegt beim Obersten Gerichtshof sowie Gerichten unterer Instanz.

## Änderung
Die japanische Verfassung lässt sich nur schwer ändern. Nach Artikel 96 wird eine Zwei-Drittel-Mehrheit in Oberhaus und Unterhaus benötigt sowie eine Volksabstimmung, bei der eine einfache Mehrheit der abgegebenen Stimmen notwendig ist. Daher ist die Verfassung seit ihrem Erlass noch nie geändert worden. Stattdessen werden Artikel neu ausgelegt, wenn sich die politische Gesamtsituation ändert, was besonders Artikel 9 betrifft. Bisher existiert noch nicht einmal ein Gesetz, welches die Details einer Verfassungsänderung regeln würde. Durch die Zwei-Drittel-Mehrheit der LDP-Kōmeitō-Koalition im Unterhaus nach der Wahl 2005 war ein solches Gesetz in Planung. 
Nach der Shūgiin-Wahl 2014 verfügte die LDP unter dem damaligen Premierminister Shinzō Abe im Unterhaus mit der LDP-Kōmeitō-Koalition zwar wieder über eine Zwei-Drittel-Mehrheit. Darüber hinaus waren auch über zwei Drittel der Abgeordneten des Oberhauses Mitglieder von Parteien, die für eine Verfassungsänderung befürworteten. Abes Regierung plante, Japan angesichts der zunehmenden Spannungen mit der Volksrepublik China und des nordkoreanischen Kernwaffenprogrammes eine größere militärische Rolle zuzuschreiben. Dafür sollten die Selbstverteidigungsstreitkräfte explizit als die offiziellen Streitkräfte Japans anerkannt werden. Davon abgesehen sollte es auch Änderungen im Bildungssystem geben, sodass auch Kinder aus ärmeren Verhältnissen die Möglichkeit zum Besuchen von hohen Bildungseinrichtungen haben. Das Inkrafttreten der neuen Verfassung war für das Jahr 2020 geplant. Die Umsetzung verzögerte sich jedoch weiter. Der Amtsnachfolger Abes, Premierminister Fumio Kishida, strebte direkt nach seinem Amtsantritt im Oktober 2021, die erforderliche Zwei-Drittel-Mehrheit innehabend, die Umsetzung der Verfassungsänderung an. Sinkende Beliebtheitswerte hielten ihn jedoch zunächst von der Realisierung ab. Im Sommer 2024 startete Kishida einen neuen Vorstoß.